# John Collins (labdarúgó, 1968)
John Angus Paul Collins (Galashiels, 1968. január 31. –) skót válogatott labdarúgó, labdarúgóedző. A Skót labdarúgó-válogatott tagjaként részt vett az 1996-os labdarúgó-Európa-bajnokságon és az 1998-as labdarúgó-világbajnokságon.

## Sikerei, díjai

### Játékosként
- Celtic FC
  - Skót kupa: 1994-95
- AS Monaco
  - Francia bajnok: 1996-97

### Edzőként
- Hibernian
  - Skót ligakupa: 2006–07